# Beata Szydło

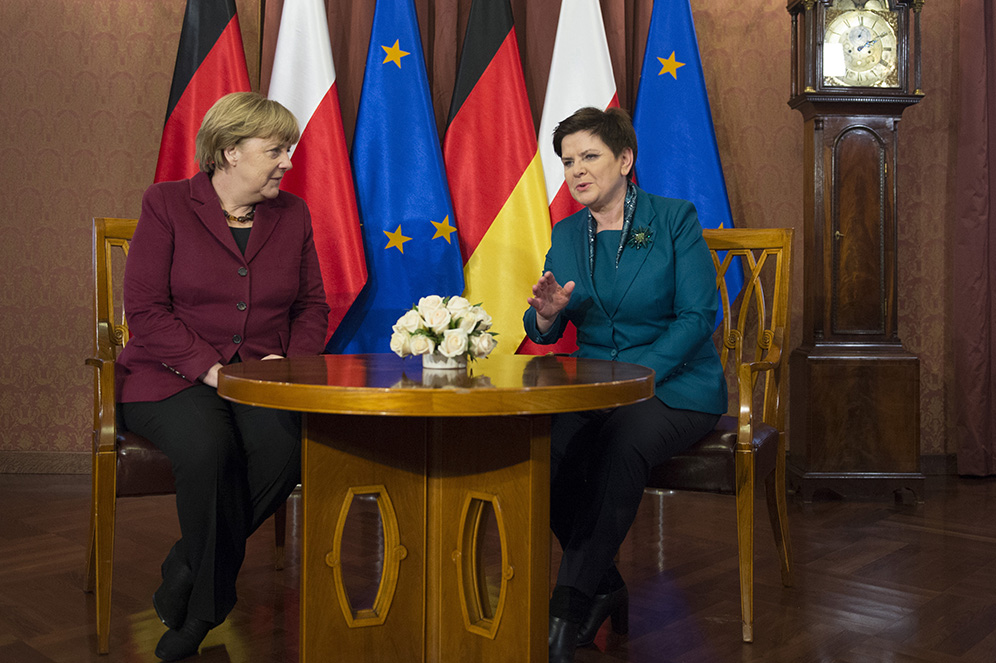
Beata Szydło podczas spotkania z kanclerz Angelą Merkel w Kancelarii Prezesa Rady Ministrów w Warszawie

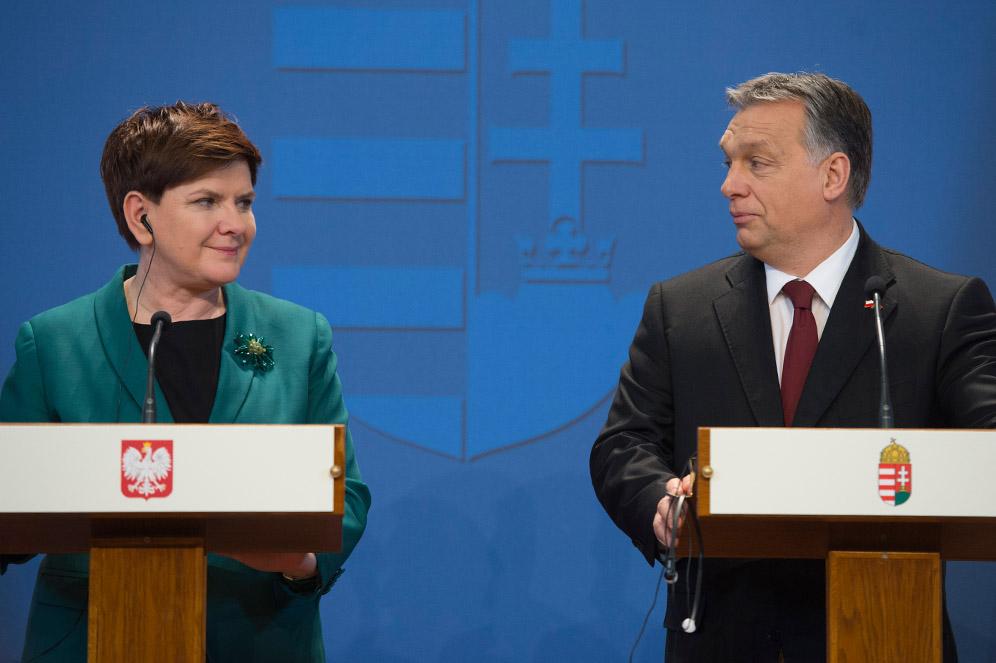
Premier Beata Szydło z premierem Węgier Viktorem Orbánem w Budapeszcie (2016)

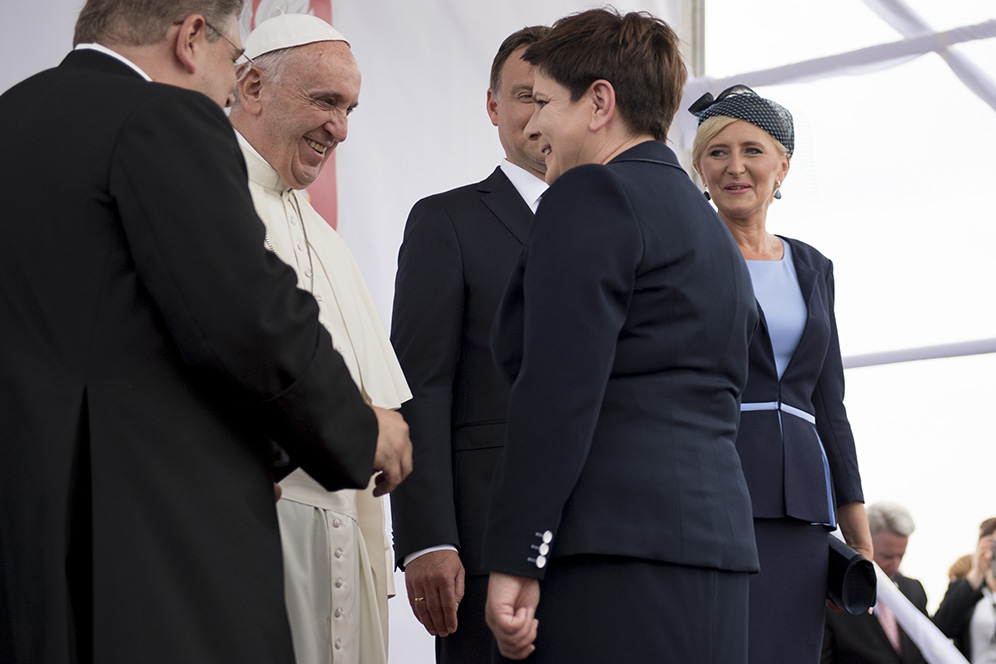
Premier Beata Szydło witająca papieża Franciszka w Krakowie (w tle prezydent Andrzej Duda i pierwsza dama Agata Kornhauser-Duda)

Beata Maria Szydło z domu Kusińska (ur. 15 kwietnia 1963 w Oświęcimiu) – polska polityk, etnograf i działaczka samorządowa, w latach 2015–2017 prezes Rady Ministrów.
Posłanka na Sejm V, VI, VII i VIII kadencji (2005–2019), posłanka do Parlamentu Europejskiego IX i X kadencji (od 2019), wiceprezes Prawa i Sprawiedliwości (od 2010), wiceprezes Rady Ministrów oraz przewodnicząca Komitetu Społecznego w pierwszym rządzie Mateusza Morawieckiego (2017–2019).

## Życiorys

### Wykształcenie i praca zawodowa
Jest absolwentką Liceum Ogólnokształcącego im. Stanisława Konarskiego w Oświęcimiu. W 1987 ukończyła studia z zakresu etnografii na Wydziale Filozoficzno-Historycznym Uniwersytetu Jagiellońskiego w Krakowie. W latach 1989–1995 była doktorantką na Wydziale Filozoficzno-Historycznym UJ. W 1997 ukończyła studia podyplomowe dla menedżerów kultury w Szkole Głównej Handlowej w Warszawie, a w 2001 na Akademii Ekonomicznej w Krakowie zarządzanie samorządem terytorialnym w Unii Europejskiej. Od 1987 do 1995 pracowała jako asystent w Muzeum Historycznym Miasta Krakowa, następnie kierowała działem merytorycznym w Libiąskim Centrum Kultury. W latach 1997–1998 była dyrektorem ośrodka kultury w Brzeszczach. W 1998 objęła stanowisko burmistrza Brzeszcz, które zajmowała do 2005. Pełniła także funkcję radnej powiatu oświęcimskiego z listy Akcji Wyborczej Solidarność (1998–2002). W wyborach w 2002 została wybrana do sejmiku małopolskiego z listy Wspólnoty Małopolskiej, jednak zrezygnowała z mandatu, pozostając na stanowisku burmistrza. W 2004 została wiceprezesem Ochotniczej Straży Pożarnej w gminie Brzeszcze.

### Działalność polityczna do 2015
W 2005 zgłosiła akces do Platformy Obywatelskiej, jednak ostatecznie nie znalazła się w jej szeregach. Wstąpiła natomiast do Prawa i Sprawiedliwości. Z listy tej partii została wybrana na posła V kadencji z najlepszym wynikiem w okręgu chrzanowskim (14 447 głosów). W Sejmie V kadencji zasiadała w Komisji Gospodarki i Komisji Samorządu Terytorialnego i Polityki Regionalnej. W wyborach parlamentarnych w 2007 po raz drugi uzyskała mandat poselski, otrzymując 20 486 głosów. 24 lipca 2010 została wiceprezesem Prawa i Sprawiedliwości. W wyborach do Sejmu w 2011 z powodzeniem ubiegała się o reelekcję, otrzymała 43 612 głosów. We wrześniu 2014 zastąpiła Stanisława Kostrzewskiego na stanowisku skarbnika PiS (dwa lata później zastąpiła ją na tej funkcji Teresa Schubert). Podczas VI i VII kadencji Sejmu zasiadała w Komisji Finansów Publicznych, pełniąc funkcję zastępcy przewodniczącego. W trakcie kampanii w związku z wyborami prezydenckimi w 2015 kierowała sztabem wyborczym kandydata swojej partii Andrzeja Dudy, który te wybory wygrał.

### Prezes Rady Ministrów
20 czerwca 2015 Jarosław Kaczyński poinformował o wyznaczeniu Beaty Szydło jako kandydatki PiS na premiera po wyborach parlamentarnych w 2015, w których została ponownie wybrana do Sejmu, otrzymując 96 127 głosów. 27 października 2015 komitet polityczny PiS zdecydował, że Beata Szydło będzie kandydatem tej partii na stanowisko prezesa Rady Ministrów. 9 listopada, po kolejnym posiedzeniu komitetu politycznego, jej kandydatura została potwierdzona przez Jarosława Kaczyńskiego, a Beata Szydło ogłosiła nazwiska kandydatów na ministrów.
13 listopada 2015 prezydent RP Andrzej Duda desygnował ją na urząd prezesa Rady Ministrów, a 16 listopada 2015 powołał ją na to stanowisko i dokonał zaprzysiężenia członków jej nowego rządu. 18 listopada 2015 Beata Szydło wygłosiła exposé, a jej rząd uzyskał wotum zaufania większością 236 głosów za przy 202 głosach przeciw i 18 wstrzymujących się.
Za programowy priorytet swojego gabinetu Beata Szydło uznała projekt wprowadzający comiesięczne świadczenie wychowawcze wynoszące 500 zł na drugie i kolejne dzieci oraz na niektóre pierwsze dzieci (zależnie od progu dochodowego). Negatywną opinię do tego projektu zgłosiło Ministerstwo Finansów, podnosząc głównie kwestię wyliczeń skutków finansowych oraz potencjalnej dezaktywizacji zawodowej kobiet. Ustawa wprowadzająca ten program została przegłosowana w parlamencie, a w lutym 2016 podpisana przez prezydenta.
W grudniu 2015 wstrzymała publikację w Dzienniku Ustaw wyroku Trybunału Konstytucyjnego w sprawie K 34/15 z 3 grudnia 2015 dotyczącego zgodności z Konstytucją Rzeczypospolitej Polskiej niektórych przepisów ustawy z 25 czerwca 2015 o Trybunale Konstytucyjnym, gdyż w jej ocenie mógł on zostać wydany z „wadami prawnymi”. Było to pierwsze zakwestionowanie przez władzę wykonawczą legalności wyroku Trybunału Konstytucyjnego w jego historii. Śledztwo w sprawie przekroczenia uprawnień w związku z zaniechaniem publikacji wyroku wszczął prokurator Prokuratury Okręgowej w Warszawie. Zostało ono umorzone w styczniu 2016 wobec braku znamion przestępstwa. W uzasadnianiu stwierdzono, że od 4 do 16 grudnia 2015 wyrok nie był publikowany z przyczyn leżących po stronie premiera, co skutkowało zagrożeniem dla interesu publicznego, jednakże nie stwierdzono zaistnienia po stronie Beaty Szydło znamion podmiotowych, tj. świadomości działania na szkodę interesu publicznego; w 2025, z uwagi na „niepełną i jednostronnie kierunkową” ocenę prokuratora, śledztwo zostało wznowione. W marcu 2016 wstrzymała publikację w Dzienniku Ustaw kolejnego wyroku Trybunału Konstytucyjnego – w sprawie K 47/15 – twierdząc, że nie może opublikować czegoś, co jest „stanowiskiem niektórych sędziów TK”. Do 27 maja wstrzymała publikację siedmiu następnych wyroków TK.
Działania jej rządu oraz prezydenta Andrzeja Dudy w sprawie Trybunału Konstytucyjnego zostały przez Parlament Europejski w rezolucji z 13 kwietnia 2016 uznane za prowadzące „do faktycznego paraliżu Trybunału Konstytucyjnego, a tym samym do zagrożenia dla demokracji, praw człowieka i praworządności w Polsce”. W dokumencie tym PE wezwał polskie władze do wykonania przygotowanych przez Komisję Wenecką zaleceń.
7 grudnia 2017, po wygranym dla rządu w tymże dniu w Sejmie głosowaniu w sprawie konstruktywnego wotum nieufności, podczas posiedzenia Komitetu Politycznego Prawa i Sprawiedliwości zadeklarowała złożenie rezygnacji z funkcji prezesa Rady Ministrów i tym samym dymisję swojego rządu. Władze partii na jej następcę rekomendowały wicepremiera Mateusza Morawieckiego. 8 grudnia złożyła rezygnację, zaś prezydent Andrzej Duda przyjął dymisję jej gabinetu.

### Działalność od 2017
Beata Szydło zakończyła urzędowanie 11 grudnia 2017, gdy prezydent dokonał zaprzysiężenia członków rządu Mateusza Morawieckiego. Tego samego dnia w nowym gabinecie objęła stanowisko wiceprezesa Rady Ministrów. Nowy premier powierzył jej funkcję przewodniczącej Komitetu Społecznego Rady Ministrów.
W wyborach do Parlamentu Europejskiego w 2019 uzyskała mandat deputowanej, startując z list PiS w okręgu obejmującym województwa małopolskie i świętokrzyskie. Osiągnęła najwyższy wynik w skali kraju – 525 811 głosów. W związku z wyborem do PE 3 czerwca 2019 zakończyła pełnienie funkcji rządowych.
W Parlamencie Europejskim IX kadencji dołączyła do grupy Europejscy Konserwatyści i Reformatorzy oraz Komisji Zatrudnienia i Spraw Socjalnych. Została też zastępcą członka w Komisji Rynku Wewnętrznego i Ochrony Konsumentów. Później dołączyła też do Komisji Przemysłu, Badań Naukowych i Energii. Jako przedstawicielka frakcji Europejskich Konserwatystów i Reformatorów kandydowała na przewodniczącą Komisji Zatrudnienia i Spraw Socjalnych. 10 lipca jej kandydatura została odrzucona (otrzymała 21 głosów za i 27 głosów przeciw). Drugie przegrane głosowanie nad jej kandydaturą odbyło się 15 lipca (otrzymała 19 głosów za i 34 głosy przeciw). Nie ubiegała się ponownie o tę funkcję.
W kwietniu 2021 minister kultury, dziedzictwa narodowego i sportu Piotr Gliński powołał ją w skład Rady Muzeum przy Państwowym Muzeum Auschwitz-Birkenau w Oświęcimiu. W reakcji na tę decyzję, sprzeciwiając się nominacji w skład tego gremium osoby ściśle związanej ze środowiskiem politycznym, z członkostwa w radzie zrezygnowali Stanisław Krajewski, Marek Lasota, Krystyna Oleksy i Edward Kosakowski. W lutym 2022 objęła funkcję przewodniczącej Rady Programowej Narodowego Instytutu Kultury i Dziedzictwa Wsi.
W kolejnych wyborach europejskich w 2024 z powodzeniem ubiegała się o reelekcję, otrzymując 285 336 głosów. Ponownie weszła w skład Komisji Przemysłu, Badań Naukowych i Energii.

## Wyróżnienia
W 2016 otrzymała nagrodę „Specjalny Polski Kompas 2016”, przyznaną przez „Gazetę Bankową”. W 2017 została wyróżniona nagrodą „Prawda-Krzyż-Wyzwolenie” Ruchu Światło-Życie (za wprowadzanie w życie narodu katolickiej nauki społecznej, zwłaszcza w zakresie wspierania rodzin), a także tytułem „Człowieka Roku” 2016 Forum Ekonomicznego w Krynicy. W tym samym roku znalazła się na 10. miejscu w rankingu 22 najbardziej wpływowych kobiet w polityce według „Forbesa”, plasując się jednocześnie na 31. miejscu listy 100 najbardziej wpływowych kobiet świata sporządzonej przez to czasopismo.

## Życie prywatne
Pochodzi z Przecieszyna w gminie Brzeszcze. Jest córką Zygmunta i Wiktorii. Ojciec był górnikiem, matka natomiast pracowała w opiece społecznej. Jej mężem od 1987 jest Edward Szydło (ur. 1958), z wykształcenia historyk, pracownik Ośrodka Szkolno-Wychowawczego w Oświęcimiu oraz dyrektor Społecznej Szkoły Zarządzania i Handlu w Oświęcimiu. Mają dwóch synów – Tymoteusza (były duchowny katolicki) i Błażeja.

## Wyniki wyborcze
| Wybory | Komitet wyborczy                 | Komitet wyborczy                 | Organ                                        | Okręg              | Wynik          |
| ------ | -------------------------------- | -------------------------------- | -------------------------------------------- | ------------------ | -------------- |
| 1998   |                                  | Akcja Wyborcza Solidarność       | Rada Powiatu Oświęcimskiego I kadencji       | nr 3               | 469 (6,23%)    |
| 2002   |                                  | Wspólnota Małopolska             | Sejmik Województwa Małopolskiego II kadencji | nr 1               | 4434 (3,46%)   |
| 2002   |                                  | KWW Gminna Wspólnota Samorządowa | Burmistrz Brzeszcz                           | Burmistrz Brzeszcz | 4142 (49,71%)  |
| 2002   | 4082 (72,50%)                    | KWW Gminna Wspólnota Samorządowa | Burmistrz Brzeszcz                           | Burmistrz Brzeszcz |                |
| 2005   |                                  | Prawo i Sprawiedliwość           | Sejm V kadencji                              | nr 12              | 14 447 (7,21%) |
| 2007   | Sejm VI kadencji                 | Prawo i Sprawiedliwość           | 20 486 (7,65%)                               | nr 12              |                |
| 2011   | Sejm VII kadencji                | Prawo i Sprawiedliwość           | 43 612 (18,22%)                              | nr 12              |                |
| 2015   | Sejm VIII kadencji               | Prawo i Sprawiedliwość           | 96 127 (35,40%)                              | nr 12              |                |
| 2019   | Parlament Europejski IX kadencji | Prawo i Sprawiedliwość           | nr 10                                        | 525 811 (30,20%)   |                |
| 2024   | Parlament Europejski X kadencji  | Prawo i Sprawiedliwość           | nr 10                                        | 285 336 (19,17%)   |                |